# ويليام اماسا سكوت
ويليام اماسا سكوت (بالإنجليزية: William Amasa Scott)‏ هو اقتصادي أمريكي، ولد في 1862 في كلاركسون في الولايات المتحدة، وتوفي في 1944.